# The Collection (álbum de Michael Jackson)
The Collection es una caja recopilatoria del cantante estadounidense Michael Jackson. Fue lanzado el 29 de junio de 2009 por Epic Records. El álbum fue lanzado cuatro días después de su muerte, aunque su lanzamiento ya estaba programado antes del fallecimiento de Jackson. Con la excepción de HIStory, contiene todos los álbumes de estudio de Epic Records de Jackson. Ha alcanzado el puesto número uno en varios países.
Este set estuvo disponible originalmente, aunque en un empaque diferente, en 2001 como una promoción muy poco común en el Reino Unido para celebrar el lanzamiento de Invincible en 34 Westferry Circus en Canary Wharf, Londres. Esta compilación también marca el comienzo del legado póstumo de Jackson. El esquema de arte es similar al del álbum de la edición de RU de King of Pop.

## Lista de canciones

### Off the Wall(2001 Special Edition)
| N.º | Título                                                     | Escritor(es)                     | Productor(es)                 | Duración |  |
| 1.  | «Don't Stop 'Til You Get Enough»                           | Michael Jackson                  | Quincy Jones, Michael Jackson | 6:05     |  |
| 2.  | «Rock with You»                                            | Rod Temperton                    | Quincy Jones                  | 3:40     |  |
| 3.  | «Workin' Day and Night»                                    | Michael Jackson                  | Quincy Jones, Michael Jackson | 5:14     |  |
| 4.  | «Get on the Floor»                                         | Michael Jackson, Louis Johnson   | Quincy Jones, Michael Jackson | 4:50     |  |
| 5.  | «Off the Wall»                                             | Rod Temperton                    | Quincy Jones                  | 4:06     |  |
| 6.  | «Girlfriend»                                               | Paul McCartney                   | Quincy Jones                  | 3:04     |  |
| 7.  | «She's Out of My Life»                                     | Tom Bahler                       | Quincy Jones                  | 3:38     |  |
| 8.  | «I Can't Help It»                                          | Stevie Wonder, Susaye Greene     | Quincy Jones                  | 4:30     |  |
| 9.  | «It's the Falling in Love» (con Patti Austin)              | Carole Bayer Sager, David Foster | Quincy Jones                  | 3:48     |  |
| 10. | «Burn This Disco Out»                                      | Rod Temperton                    | Quincy Jones                  | 3:42     |  |
| 11. | «Quincy Jones Interview #1»                                |                                  |                               | 0:37     |  |
| 12. | «Introduction to Don't Stop 'Til You Get Enough Demo»      |                                  |                               | 0:13     |  |
| 13. | «Don't Stop 'Til You Get Enough» (Original Demo from 1978) | Michael Jackson                  | Michael Jackson               | 4:48     |  |
| 14. | «Quincy Jones Interview #2»                                |                                  |                               | 0:30     |  |
| 15. | «Introduction to Workin' Day and Night Demo»               |                                  |                               | 0:10     |  |
| 16. | «Workin' Day and Night» (Original Demo from 1978)          | Michael Jackson                  | Michael Jackson               | 4:19     |  |
| 17. | «Quincy Jones Interview #3»                                |                                  |                               | 0:48     |  |
| 18. | «Rod Temperton Interview»                                  |                                  |                               | 4:57     |  |
| 19. | «Quincy Jones Interview #4»                                |                                  |                               | 1:32     |  |

### Thriller
| N.º | Título                                  | Escritor(es)               | Productor(es)                 | Duración |  |
| 1.  | «Wanna Be Startin' Somethin'»           | Michael Jackson            | Quincy Jones, Michael Jackson | 6:03     |  |
| 2.  | «Baby Be Mine»                          | Rod Temperton              | Quincy Jones                  | 4:20     |  |
| 3.  | «The Girl Is Mine» (con Paul McCartney) | Michael Jackson            | Quincy Jones, Michael Jackson | 3:42     |  |
| 4.  | «Thriller»                              | Rod Temperton              | Quincy Jones                  | 5:57     |  |
| 5.  | «Beat It»                               | Michael Jackson            | Quincy Jones, Michael Jackson | 4:19     |  |
| 6.  | «Billie Jean»                           | Michael Jackson            | Quincy Jones, Michael Jackson | 4:54     |  |
| 7.  | «Human Nature»                          | Steve Porcaro, John Bettis | Quincy Jones                  | 4:05     |  |
| 8.  | «P.Y.T. (Pretty Young Thing)»           | James Ingram, Quincy Jones | Quincy Jones                  | 3:58     |  |
| 9.  | «The Lady in My Life»                   | Rod Temperton              | Quincy Jones                  | 4:59     |  |

### Bad(2001 Special Edition)
| N.º | Título                                              | Escritor(es)                  | Productor(es)                 | Duración |  |
| 1.  | «Bad»                                               | Michael Jackson               | Quincy Jones, Michael Jackson | 4:08     |  |
| 2.  | «The Way You Make Me Feel»                          | Michael Jackson               | Quincy Jones, Michael Jackson | 4:59     |  |
| 3.  | «Speed Demon»                                       | Michael Jackson               | Quincy Jones, Michael Jackson | 4:01     |  |
| 4.  | «Liberian Girl»                                     | Michael Jackson               | Quincy Jones, Michael Jackson | 3:53     |  |
| 5.  | «Just Good Friends» (con Stevie Wonder)             | Terry Britten, Graham Lyle    | Quincy Jones, Michael Jackson | 4:07     |  |
| 6.  | «Another Part of Me»                                | Michael Jackson               | Quincy Jones, Michael Jackson | 3:54     |  |
| 7.  | «Man in the Mirror»                                 | Siedah Garrett, Glen Ballard  | Quincy Jones, Michael Jackson | 5:19     |  |
| 8.  | «I Just Can't Stop Loving You» (con Siedah Garrett) | Michael Jackson               | Quincy Jones, Michael Jackson | 4:14     |  |
| 9.  | «Dirty Diana»                                       | Michael Jackson               | Quincy Jones, Michael Jackson | 4:41     |  |
| 10. | «Smooth Criminal»                                   | Michael Jackson               | Quincy Jones, Michael Jackson | 4:17     |  |
| 11. | «Leave Me Alone»                                    | Michael Jackson               | Quincy Jones, Michael Jackson | 4:40     |  |
| 12. | «Quincy Jones Interview #1»                         |                               |                               | 4:03     |  |
| 13. | «Streetwalker»                                      | Michael Jackson               | Michael Jackson               | 5:50     |  |
| 14. | «Quincy Jones Interview #2»                         |                               |                               | 2:52     |  |
| 15. | «Todo Mi Amor Eres Tú» (con Siedah Garrett)         | Michael Jackson, Rubén Blades | Quincy Jones, Michael Jackson | 4:03     |  |
| 16. | «Quincy Jones Interview #3»                         |                               |                               | 2:31     |  |
| 17. | «Spoken Intro to Fly Away»                          |                               |                               | 0:14     |  |
| 18. | «Fly Away»                                          | Michael Jackson               | Michael Jackson               | 3:26     |  |

### Dangerous(2001 Special Edition)
| N.º | Título                                             | Escritor(es)                                                | Productor(es)                               | Duración |  |
| 1.  | «Jam» (con Heavy D)                                | Michael Jackson, René Moore, Bruce Swedien, Teddy Riley     | Michael Jackson, Teddy Riley, Bruce Swedien | 5:40     |  |
| 2.  | «Why You Wanna Trip on Me»                         | Teddy Riley, Bernard Belle                                  | Michael Jackson, Teddy Riley                | 5:25     |  |
| 3.  | «In the Closet» (con Princesa Estefanía de Mónaco) | Michael Jackson, Teddy Riley                                | Michael Jackson, Teddy Riley                | 6:32     |  |
| 4.  | «She Drives Me Wild» (con Wreckx-n-Effect)         | Michael Jackson, Teddy Riley, Aqil Davidson (letras de rap) | Michael Jackson, Teddy Riley                | 3:42     |  |
| 5.  | «Remember the Time»                                | Michael Jackson, Teddy Riley, Bernard Belle                 | Michael Jackson, Teddy Riley                | 4:00     |  |
| 6.  | «Can't Let Her Get Away»                           | Michael Jackson, Teddy Riley                                | Michael Jackson, Teddy Riley                | 4:59     |  |
| 7.  | «Heal the World»                                   | Michael Jackson                                             | Michael Jackson, Bruce Swedien              | 6:25     |  |
| 8.  | «Black or White» (con L.T.B.)                      | Michael Jackson, Bill Bottrell (letras de rap)              | Michael Jackson, Bill Bottrell              | 4:15     |  |
| 9.  | «Who Is It»                                        | Michael Jackson                                             | Michael Jackson, Bill Bottrell              | 6:34     |  |
| 10. | «Give In to Me» (con Slash)                        | Michael Jackson, Bill Bottrell                              | Michael Jackson, Bill Bottrell              | 5:29     |  |
| 11. | «Will You Be There»                                | Michael Jackson                                             | Michael Jackson, Bruce Swedien              | 7:41     |  |
| 12. | «Keep the Faith»                                   | Michael Jackson, Glen Ballard, Siedah Garrett               | Michael Jackson, Bruce Swedien              | 5:57     |  |
| 13. | «Gone Too Soon»                                    | Larry Grossman, Buz Kohan                                   | Michael Jackson, Bruce Swedien              | 3:22     |  |
| 14. | «Dangerous»                                        | Michael Jackson, Bill Bottrell, Teddy Riley                 | Michael Jackson, Teddy Riley                | 6:59     |  |

### Invincible
| N.º | Título                                                             | Escritor(es) | Productor(es)                                                     | Duración |  |
| 1.  | «Unbreakable» (con The Notorious B.I.G.) (coros de Brandy Norwood) | Michael Jackson, Rodney Jerkins, Fred Jerkins III, LaShawn Daniels, Nora Payne, Robert Smith, Christopher Wallace (letras de rap) | Michael Jackson, Rodney Jerkins                                   | 6:25     |  |
| 2.  | «Heartbreaker» (con Fats)                                          | Michael Jackson, Rodney Jerkins, Fred Jerkins III, LaShawn Daniels, Mischke Butler, Norman Gregg                                  | Michael Jackson, Rodney Jerkins                                   | 5:10     |  |
| 3.  | «Invincible» (con Fats)                                            | Michael Jackson, Rodney Jerkins, Fred Jerkins III, LaShawn Daniels, Norman Gregg                                                  | Michael Jackson, Rodney Jerkins                                   | 4:45     |  |
| 4.  | «Break of Dawn»                                                    | Michael Jackson, Elliot "Dr. Freeze" Straite                                                                                      | Michael Jackson, Dr. Freeze                                       | 5:32     |  |
| 5.  | «Heaven Can Wait»                                                  | Michael Jackson, Teddy Riley, Andreao "Fanatic" Heard, Nate Smith, Teron Beal, Eritza Laues, Kenny Quiller                        | Michael Jackson, Teddy Riley, Andreao "Fanatic" Heard, Nate Smith | 4:49     |  |
| 6.  | «You Rock My World»                                                | Michael Jackson, Rodney Jerkins, Fred Jerkins III, LaShawn Daniels, Nora Payne                                                    | Michael Jackson, Rodney Jerkins                                   | 5:39     |  |
| 7.  | «Butterflies»                                                      | Andre Harris, Marsha Ambrosius | Michael Jackson, Andre Harris                                     | 4:40     |  |
| 8.  | «Speechless»                                                       | Michael Jackson | Michael Jackson                                                   | 3:18     |  |
| 9.  | «2000 Watts»                                                       | Michael Jackson, Teddy Riley, Tyrese Gibson, JaRon Henson                                                                         | Michael Jackson, Teddy Riley                                      | 4:24     |  |
| 10. | «You Are My Life»                                                  | Michael Jackson, Kenneth "Babyface" Edmonds, Carole Bayer Sager, John McClain                                                     | Michael Jackson, Babyface                                         | 4:33     |  |
| 11. | «Privacy» (guitarra solista de Slash)                              | Michael Jackson, Rodney Jerkins, Fred Jerkins III, LaShawn Daniels, Bernard Belle                                                 | Michael Jackson, Rodney Jerkins                                   | 5:05     |  |
| 12. | «Don't Walk Away»                                                  | Michael Jackson, Teddy Riley, Richard Carlton Stites, Reed Vertelney                                                              | Michael Jackson, Teddy Riley, Richard Carlton Stites              | 4:25     |  |
| 13. | «Cry»                                                              | R. Kelly | Michael Jackson, R. Kelly                                         | 5:01     |  |
| 14. | «The Lost Children»                                                | Michael Jackson | Michael Jackson                                                   | 4:00     |  |
| 15. | «Whatever Happens» (guitarra por Carlos Santana)                   | Michael Jackson, Teddy Riley, Gil Cang, Jasmine Quay, Geoffrey Williams                                                           | Michael Jackson, Teddy Riley                                      | 4:56     |  |
| 16. | «Threatened» (contiene fragmentos de Rod Serling)                  | Michael Jackson, Rodney Jerkins, Fred Jerkins III, LaShawn Daniels                                                                | Michael Jackson, Rodney Jerkins                                   | 4:19     |  |

## Listas y ventas
El álbum estuvo dos semanas en lo más alto de la lista europea Top 100 Albums.

## Listas
| País         | Mejor posición | Certificación     | Ventas  |
| ------------ | -------------- | ----------------- | ------- |
| Australia    | 2              | Sin certificación | --      |
| Austria      | 13             | Sin certificación | --      |
| Bélgica      | 1              | Oro               | 30.000  |
| Dinamarca    | 1              | Triple Platino    | 90.000  |
| España       | 1              | Oro               | 40.000  |
| Finlandia    | 2              | Sin certificación | --      |
| Francia      | 1              | Oro               | 110.000 |
| Italia       | 2              | Sin certificación | 55.000  |
| Noruega      | 4              | Sin certificación | --      |
| Países Bajos | 2              | Sin certificación | --      |
| Polonia      | 2              | Platino           | 20.000  |
| Portugal     | 3              | Oro               | 10.000  |
| Suecia       | 5              | Oro               | 20.000  |
| Suiza        | 4              |                   | 15.000  |